# 나카자토 다카히로
나카자토 다카히로(일본어: 中里 崇宏, 1990년 3월 29일 ~ )는 일본의 축구 선수로 현재 J3리그의 YSCC 요코하마에서 활약하고 있다.

## 구단 경력
그는 2010년부터 2024년까지 J리그의 요코하마 FC, 미토 홀리호크, YSCC 요코하마에서 활동하였다.